# Dions
Dions – miejscowość i gmina we Francji, w regionie Oksytania, w departamencie Gard.
Według danych na rok 1990 gminę zamieszkiwały 453 osoby, a gęstość zaludnienia wynosiła 40 osób/km² (wśród 1545 gmin Langwedocji-Roussillon Dions plasuje się na 540. miejscu pod względem liczby ludności, natomiast pod względem powierzchni na miejscu 684.).